# Kalabatka
Kalabatka (del ruso: Калабатка) es un jútor del raión de Slaviansk del krai de Krasnodar, en el sur de Rusia. Está situado en los arrozales situados entre los distributarios del delta del Kubán y las marismas colindantes, 47 km al noroeste de Slaviansk-na-Kubani y 115 al noroeste de Krasnodar, la capital del krai. Tenía 45 habitantes en 2010.
Pertenece al municipio Chernoyerkovskoye.

## Historia
Los primeros habitantes de la localidad fueron pescadores cosacos del Mar Negro que se establecieron aquí a principios del siglo XIX. Su nombre es cherkesio.